# Philips Stadion
Philips Stadion invigdes 1913 och är en fotbollsarena i Eindhoven i Nederländerna och hemmaarena för fotbollsklubben PSV Eindhoven. Arenan har fått sitt namn från klubbens huvudsponsor Philips. Arenan var värd för Uefacupfinalen 2006 där Sevilla FC besegrade Middlesbrough FC. Arenan tar cirka 36 000 åskådare.